# Sky Sailing
Sky Sailing is een akoestisch muziekproject van Adam Young (van Owl City). Hij speelt onder deze naam voornamelijk akoestisch en gespeeld op piano en akoestische gitaar.

## Geschiedenis
Sky Sailing is gestart als Adam Youngs eerste solo project in 2007. In hetzelfde jaar trad en nam hij ook op onder de naam Owl City. Hij gaf een voorkeur aan Owl City en stopte met het project. Uit het het project is een album is voortgekomen met de naam An Airplane Carried Me to Bed dat uitkwam op 13 juli 2010. Dit album bevatte een aantal opnames van Adam Young van voor hij toerde als Owl City. Tot de release van An Airplane Carried Me to Bed beschreef Adam Young de collectie van liedjes op de Sky Sailing-website als:

Ik heb deze opnames een lange tijd geheim gehouden en deze opnames hebben het daglicht nooit gezien. Tot nu. Lang voordat Owl City nog niet eens een vonk van een vlam was, werden er veel werkdagen besteed aan verstrooide dagdromen over wat deze verzameling liedjes uiteindelijk zou worden. Vanuit het perspectief van een perfectionistische musicus is een nummer nooit echt 'af', maar eerder 'verlaten' en dus, na veel inspiratie en roekeloos experimenteren, kwam ik uit de kelder met een cd met 11 nummers die liefdevol "An Airplane Carried Me To Bed" noemde." 
— Adam Young

## Discografie
Studioalbum
- An Airplane Carried Me to Bed (2010)